# هبة مشاري حمادة
هبة مشاري حمادة (2 فبراير 1978 -)، كاتبة كويتية. حاصلة على شهادة الماجستير في الأدب والنقد. عرفت أيضًا بكتابتها لأغنيات إعلانات مجموعة زين للاتصالات ومنها «قطورة» و«الغول».

## أعمالها

### في الدراما
- 2008: فضة قلبها أبيض.
- 2008: أبلة نوره.
- 2009: أم البنات.
- 2010: رصاصة رحمة.
- 2010: أميمة في دار الأيتام.
- 2010: زوارة خميس.
- 2011: بوكريم برقبته سبع حريم.
- 2012: كنة الشام وكناين الشامية.
- 2014: سرايا عابدين - جزئين، الثاني عام 2015.
- 2015: أمنا رويحة الجنة.
- 2015: صديقاتي العزيزات - الحلقة الأولى فقط.
- 2016: سيلفي 2 - مشاركة مع عدة مؤلفين للحلقات.
- 2017: كان في كل زمان.
- 2019: دفعة القاهرة.
- 2020: دفعة بيروت.
- 2021: ممنوع التجول - مشاركة مع عدة مؤلفين للحلقات.
- 2022: من شارع الهرم إلى...
- 2023: دكة العبيد.[1]
- 2023: دفعة لندن.
- 2024: زوجة واحدة لا تكفي.[2]
- 2025: أم 44.

### في المسرح
قامت بعام 2011 بالإعداد الغنائي لمسرحية الأطفال زين إلى عالم جميل وذلك عن نص أوليفر تويست لتشارلز ديكنز. وكررت التجربة بالإعداد الغنائي والمسرحي لعدة مسرحيات وهم:
- 2012: مصباح زين.[4]
- 2013: زين والوحش.[5]
- 2014: زين البحار.[6]
- 2015: كتبت مسرحية زين الأوطان[7]
- 2016: كتبت مسرحية زين الأدغال.[8]
- 2017: زين عقلة الأصبع.[9]
- 2018: صنع في زين.[10]
- 2019: زين والأقزام الثمانية.
- 2022: زين للأبد.
- 2023: لا شيء أبدًا كزين.
- 2024: في زين الزمان ( لم يتم عرضها لاسباب خاصه)
- 2025: زين التي لاتخاف

### في السينما
- 2017: هامة.
- 2023: سكر: صاحب الظل الطويل.
- 2024: سكر 2: سبعبع وحبوب الخرزيز.

### البرامج
2011: أعدت برنامج «طارق وهيونة» والذي قدمه الفنانان طارق العلي وهيا الشعيبي على قناة إم‌ بي‌ سي 1، كما أعدت الجزء الثاني منه وذلك بعام 2012.
2012: أعدت برنامج «يا هلا بشوج ويانا» الذي عرض على قناة إم بي سي 1.